# Джульєтт Аткінсон
Джульєтт Аткінсон (англ. Juliette Atkinson; 15 квітня 1873 — 12 січня 1944) — колишня американська тенісистка.
Перемагала на турнірах Великого шолома в одиночному, парному та змішаному парному розрядах.

## Фінали турнірів Великого шолома

### Одиночний розряд (3–1)
| Результат | Рік  | Турнір        | Покриття | Суперниця            | Рахунок                 |
| --------- | ---- | ------------- | -------- | -------------------- | ----------------------- |
| Перемога  | 1895 | Чемпіонат США | Трава    | Гелен Гелвіґ         | 6–4, 6–2, 6–1           |
| Поразка   | 1896 | Чемпіонат США | Трава    | Елізабет Мур         | 4–6, 6–4, 2–6, 2–6      |
| Перемога  | 1897 | Чемпіонат США | Трава    | Елізабет Мур         | 6–3, 6–3, 4–6, 3–6, 6–3 |
| Перемога  | 1898 | Чемпіонат США | Трава    | Маріон Джонс-Фарквар | 6–3, 5–7, 6–4, 2–6, 7–5 |

### Парний розряд (7 перемог)
| Результат | Рік  | Турнір        | Покриття | Партнерка       | Суперниці                        | Рахунок                 |
| --------- | ---- | ------------- | -------- | --------------- | -------------------------------- | ----------------------- |
| Перемога  | 1894 | Чемпіонат США | Трава    | Гелен Гелвіґ    | Аннабелла Вістар Емі Вільямс     | 6–4, 8–6, 6–2           |
| Перемога  | 1895 | Чемпіонат США | Трава    | Гелен Гелвіґ    | Елізабет Мур Емі Вільямс         | 6–2, 6–2, 12–10         |
| Перемога  | 1896 | Чемпіонат США | Трава    | Елізабет Мур    | Аннабелла Вістар Емі Вільямс     | 6–4, 7–5                |
| Перемога  | 1897 | Чемпіонат США | Трава    | Кетлін Аткінсон | Mrs. Ф. Edwards Елізабет Расталл | 6–2, 6–1, 6–1           |
| Перемога  | 1898 | Чемпіонат США | Трава    | Кетлін Аткінсон | Марі Вімер Каррі Нілі            | 6–1, 2–6, 4–6, 6–1, 6–2 |
| Перемога  | 1901 | Чемпіонат США | Трава    | Міртл Макатір   | Маріон Джонс Елізабет Мур        | default                 |
| Перемога  | 1902 | Чемпіонат США | Трава    | Маріон Джонс    | Мод Бенкс Вінона Клостермен      | 6–2, 7–5                |

### Мікст (3 перемоги)
| Результат | Рік  | Турнір        | Покриття | Партнер        | Суперник і суперниця             | Рахунок       |
| --------- | ---- | ------------- | -------- | -------------- | -------------------------------- | ------------- |
| Перемога  | 1894 | Чемпіонат США | Трава    | Едвін П. Фішер | Міс. Макфадден Ґустав Ремак мол. | 6–3, 6–2, 6–1 |
| Перемога  | 1895 | Чемпіонат США | Трава    | Едвін П. Фішер | Емі Вільямс Ментл Філдінґ        | 4–6, 8–6, 6–2 |
| Перемога  | 1896 | Чемпіонат США | Трава    | Едвін П. Фішер | Емі Вільямс Ментл Філдінґ        | 6–2, 6–3, 6–3 |